# Steven Ogg
Steven Ogg (ur. 4 listopada 1973 w Calgary w prowincji Alberta w Kanadzie) – kanadyjski aktor filmowy, telewizyjny i głosowy. Popularność przyniosła mu rola głosowa Trevora Philipsa w grach Grand Theft Auto V i Grand Theft Auto Online. Wcześniej użyczył głosu w grach Alone in the Dark i Cursed Mountain.

## Kariera
Ogg rozpoczął swoją karierę w filmach dla National Film Board of Canada, po czym zaczął grywać w różnych produkcjach teatralnych. Zamierzał zostać sportowcem, lecz kontuzja mu to uniemożliwiła. Po przeprowadzeniu się do Nowego Jorku Ogg zaczął występować w tamtejszych produkcjach filmowych i teatralnych. Pracował też jako aktor głosowy.
Później Ogg przerwał karierę, by zbudować dom. Krótko po tym został zatrudniony przez firmę Rockstar Games, by użyczyć głosu jednemu z trzech głównych bohaterów gry Grand Theft Auto V, Trevorowi Philipsowi, za którą był nominowany do British Academy Games Awards.
Wziął udział w reklamie Old Spice. Wystąpił w teledysku "U Should Not Be Doing That" zespołu Amyl and The Sniffers.

## Wybrana filmografia
- 2000: Prawo i porządek jako Mark Vee
- 2001: Brygada ratunkowa jako Shooter
- 2013: Unforgettable: Zapisane w pamięci jako Larry Yablonski
- 2013: Impersonalni jako Chuck
- 2014: Detektyw Murdoch jako Bat Masterson
- 2015: Zadzwoń do Saula jako Sobchak / Pan X
- 2016–2018: Żywe trupy jako Simon
- 2016–2018: Westworld jako Rebus
- 2017–2019: OK K.O.! Po prostu walcz jako prof. Venomous, Shadowy Figure, Laserblast (głos)
- 2019: The Tick jako Flexon
- 2020: Zadzwoń do Saula jako Sobchak
- 2020: Snowpiercer jako Pike